# Chilomys instans
Chilomys instans је врста глодара из породице хрчкова (лат. Cricetidae).

## Распрострањење
Врста има станиште у Колумбији, Еквадору и Венецуели.

## Станиште
Станиште врсте су шуме.

## Угроженост
Ова врста је наведена као последња брига, јер има широко распрострањење и честа је врста.